# الإحباط العظيم

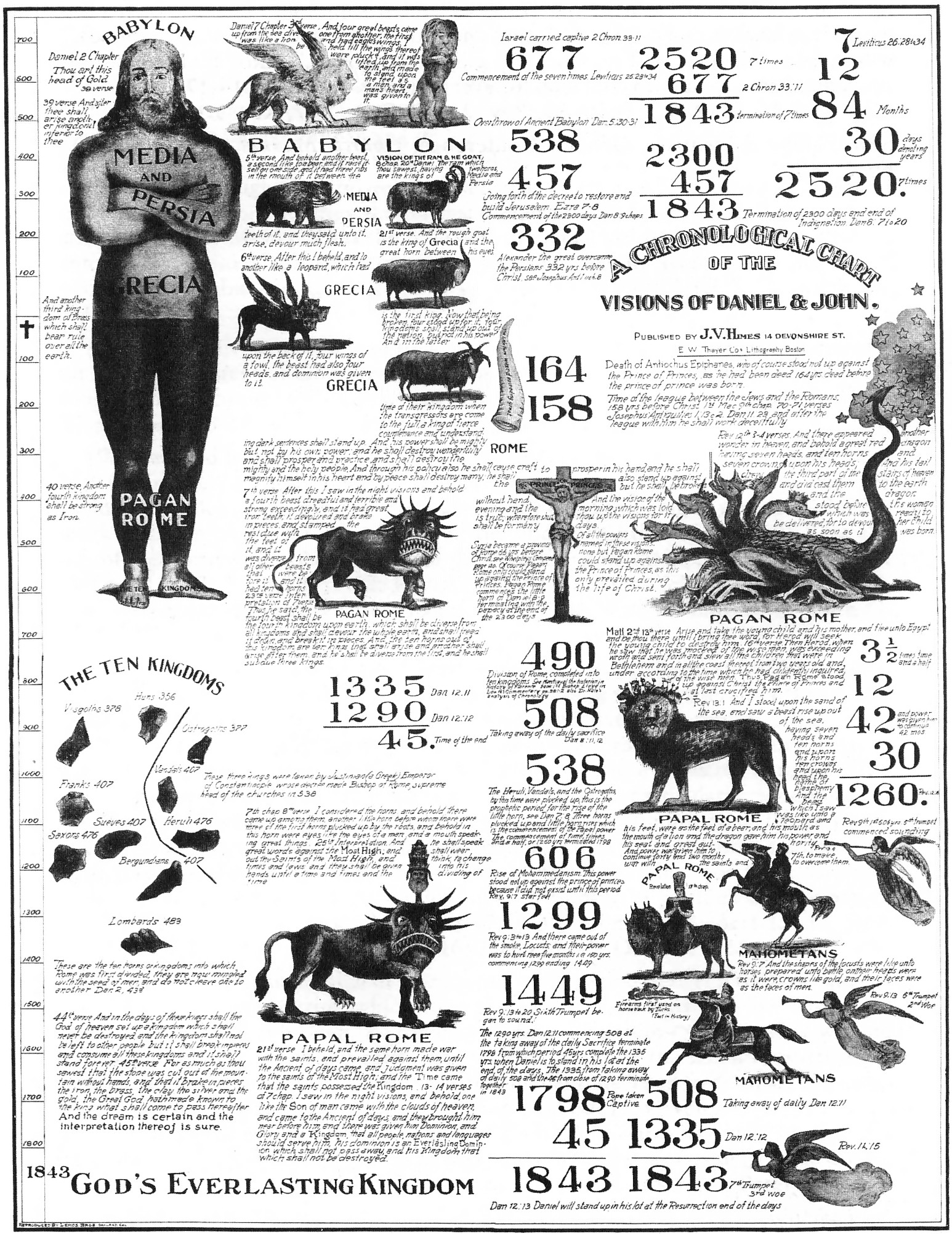
مخطط تنبُّؤي يوضح تفسيرات متعددة لنبوَّة ويليام ميلر لعام 1843.

الإحباط العظيم في حركة الميلريين هو رد الفعل الذي أعقب تصريحات الواعظ المعمداني ويليام ميلر بأن يسوع المسيح عائدٌ إلى الأرض بحلول عام 1844، وهو ما أسماه بالمجيء. قادته دراسته لنبوءة دانيال 8 خلال الصحوة الكبرى الثانية إلى استنتاج مفاده أن «تطهير المقدس» هو تطهير للعالم من الخطيئة عندما يأتي المسيح، واستعد هو وكثيرون آخرون لمجيئه في 22 أكتوبر 1844، لكنهم أصيبوا بالإحباط.
مهدت هذه الأحداث الطريق للسبتيين الذين شكلوا الكنيسة السبتية. وزعموا أن ما حدث في 22 أكتوبر لم يكن عودة يسوع، كما اعتقد ميلر، بل بدايةً لعمل يسوع الأخير من التكفير، والتطهير في الملاذ السماوي، وصولًا إلى المجيء الثاني.

## ادعى ميلر أنالمجيء الثاني للمسيحكان وشيكًا
بين عامي 1831 و1844 تنبأ ويليام ميلر، وهو مزارع ريفي من نيويورك وواعظ علماني معمداني، وبشّر بعودة يسوع المسيح إلى الأرض، بناءً على دراسته للكتاب المقدس، ولا سيما نبوءة دانيال 8: 14 «إِلَى أَلْفَيْنِ وَثَلاَثِ مِئَةِ صَبَاحٍ وَمَسَاءٍ، فَيَتَبَرَّأُ الْقُدْسُ». تشكل تعاليم ميلر الأساس اللاهوتي للسبتيين. كانت هناك أربعة مواضيع ذات أهمية خاصة: 1. استخدام ميلر للكتاب المقدس، 2. إيمانه بعلم الآخرات، 3. وجهة نظره حول رسالتي الملاك الأولى والثانية في سفر الرؤيا 14، 4. حركة الشهر السابع التي انتهت «بالإحباط العظيم».

### استخدام ميلر للكتاب المقدس
كان نهج ميلر شاملًا ومنهجيًا ومكثفًا وواسعًا. وكان تفسير الكتاب المقدس هو أن «كل الكتاب المقدس ضروري» وأنه لا ينبغي تجاوز أي جزء منه. ولفهم العقيدة، قال ميلر إن المرء بحاجة إلى «جمع كل الكتب المقدسة معًا حول الموضوع الذي ترغب في معرفته؛ ثم ندع لكل كلمة تأثيرها الصحيح، وإذا كان بإمكانك صياغة نظريتك دون تناقض فلا يمكن أن تكون مخطئًا». رأى أنه ينبغي أن يفسر الكتاب المقدس بطريقته الخاصة. فمن خلال مقارنة الكتاب المقدس مع الكتاب المقدس، يمكن لأي شخص أن يكشف عن معنى الكتاب المقدس. وبهذه الطريقة أصبح الكتاب المقدس سلطة الشخص، في حين أنه لو كانت عقيدة الأفراد الآخرين أو كتاباتهم تعتبر أساسًا للسلطة، فإن هذه السلطة الخارجية تصبح مركزية بدلُا من تعاليم الكتاب المقدس نفسه. استندت المبادئ التوجيهية لميلر فيما يتعلق بنبوءة تفسير الكتاب المقدس إلى نفس المفاهيم الواردة في قواعده العامة. كان الكتاب المقدس، بالنسبة بميلر وأتباعه، هو السلطة العليا في جميع مسائل الإيمان والعقيدة.

### المجيء الثاني
كانت حركة الميلريين معنية في المقام الأول بعودة يسوع حرفيًا، وبصورة مرئية في سُحب السماء. كانت الثورة الفرنسية أحد العوامل العديدة التي دفعت العديد من طلاب الكتاب المقدس في جميع أنحاء العالم الذين شاركوا ميلر في اهتماماته إلى الخوض في نبوءات الزمن لدانيال باستخدام المنهج التاريخي للتفسير. وخلصوا، بما يرضيهم، إلى أن بداية نهاية نبوءة دانيال 7: 25 التي بلغت 1260 يومًا كانت في عام 1798 وهو عصر «وقت النهاية». ثم أخذوا في الاعتبار الأيام الواردة في دانيال 8: 14 البالغ عددها 2300.
كان هناك ثلاثة أشياء حددها ميلر بشأن هذا النص:
1. إن الأيام الرمزية البالغ عددها 2300 تمثل 2300 سنة حقيقية كدليل على ذلك حزقيال 4: 6 وسفر العدد 14: 34.
2. يمثل المكان المقدس الأرض أو الكنيسة.
3. بالإشارة إلى رسالة بطرس الثانية، إصحاح 3: 7، فإن 2300 سنة انتهت بحرق الأرض في زمن المجيء الثاني.

ربط ميلر رؤية 2300 يوم بنبوءة السبعين أسبوعًا في دانيال 9 الذي حدد تاريخ البداية. وخلص إلى أن 70 أسبوعًا (أو 490 يومًا/سنة) كانت أول 490 سنة من السنين البالغ عددها 2300. كان من المقرر أن تبدأ السنوات الأربعمئة والتسعين بأمر إعادة بناء أورشليم وترميمها. يسجل الكتاب المقدس 4 مراسيم تتعلق بأورشليم بعد السبي البابلي:
1. 536 قبل الميلاد مرسوم من كورش لإعادة بناء الهيكل.
2. 519 قبل الميلاد مرسوم من داريوس الأول بإنهاء الهيكل.
3. 457 قبل الميلاد مرسوم أرتحشستا الأول من بلاد فارس.
4. 444 قبل الميلاد: أمر أرتحشستا إلى نحميا بإنهاء سور أورشليم.

خول مرسوم أرتحشستا لعزرا سلطة إصدار القوانين وتعيين القضاة والموظفين القضائيين؛ أي الدولة اليهودية المستعادة. وأعطاه أموالًا غير محدودة لإعادة بناء ما يريد في أورشليم.
استنتج ميلر أن 457 قبل الميلاد كانت بداية نبوءة 2300 يوم/سنة، ما يعني أنها ستنتهي نحو 1843-1844 (-457 قبل الميلاد + 2300 سنة = 1843 بعد الميلاد). وهكذا أيضًا، فإن المجيء الثاني سيحدث في ذلك الوقت.
على الرغم من أن كلمة «تطهير» (نسخة الملك جيمس) هي ترجمة خاطئة للكلمة العبرية سنكون مبررين (للتبرير أو التبريء)، فقد افترض أن «تطهير المقدس» يمثل تطهير الأرض بالنار في المجيء الثاني للمسيح. باستخدام مبدأ تفسيري يعرف بمبدأ اليوم يساوي السنة، فسر ميلر مع آخرين، أن «اليوم» النبوي لا يعادل 24 ساعة بل يعادل سنة تقويمية. أصبح ميلر مقتنعًا بأن فترة 2300 يوم بدأت في 457 قبل الميلاد بمرسوم إعادة بناء القدس من قبل أرتحشستا الأول من بلاد فارس. قاده تفسيره إلى الاعتقاد -والتنبؤ، على الرغم من النداءات الملحة لمؤيديه- بأن المسيح سيعود في «نحو عام 1843».  ضيق ميلر الفترة الزمنية إلى وقت ما في العام اليهودي 5604 ، قائلًا: «مبادئي باختصار هي أن يسوع المسيح سيأتي مرة أخرى إلى هذه الأرض، ليطهرها، وينقيها، ويمتلكها، مع جميع القديسين، في وقت ما بين 21 مارس 1843 و21 مارس 1844». مر 21 مارس 1844 دون وقوع حوادث، لكن غالبية الميلريين حافظوا على إيمانهم.
بعد مزيد من المناقشة والدراسة، تبنى ميلر لفترة وجيزة تاريخًا جديدًا -18 أبريل 1844- اعتمد فيه على التقويم اليهودي القرائي (على عكس التقويم الرباني). مثل التاريخ السابق، مر 18 أبريل دون عودة المسيح. في مجلة أدفنت هيرلد بتاريخ 24 أبريل، كتب جوشوا هايمز أن كل «الوقت المتوقع والمنشور» قد مضى واعترف بأنهم «أخطأوا في الوقت المحدد لانتهاء فترة النبوءة». ظن جوزايه ليتش أن السبتيين كانوا على الأرجح «مخطئين فقط بالنسبة إلى الحدث الذي شهد نهايته». نشر ميلر خطابًا بعنوان «إلى مؤمني المجيء الثاني» كتب فيه: «أعترف بخطئي، وأقر بخيبة أملي؛ ومع ذلك ما زلت أعتقد أن يوم الرب قريب، قاب قوسين أو أدنى».
في أغسطس 1844، في اجتماع المخيم في إيكستر، نيو هامبشاير، قدم صموئيل إس. سنو تفسيرًا جديدًا، أصبح يُعرف باسم «رسالة الشهر السابع» أو «صرخة منتصف الليل الحقيقية». في نقاش معقد قائم على تيبولوجيا الكتاب المقدس، قدم سنو استنتاجه (الذي بقي قائمًا على النبوءة التي عمرها 2300 يوم في دانيال 8: 14) بأن المسيح سيعود في «اليوم العاشر من الشهر السابع من العام الحالي، 1844». باستخدام التقويم اليهودي القرائي، حدد هذا التاريخ ليكون 22 أكتوبر 1844. انتشرت «رسالة الشهر السابع» هذه بسرعة «لا مثيل لها في تجربة الميلريين» بين عامة السكان.

## 22 أكتوبر 1844
مر 22 أكتوبر دون وقوع حوادث، مما أدى إلى خيبة أمل العديد من الميلريين. كتب هنري إيمونز، وهو من أتباع ميلر، فيما بعد:
انتظرت طوال يوم الثلاثاء (22 أكتوبر) ولم يأتِ يسوع العزيز؛ -انتظرت طوال ظهيرة يوم الأربعاء، وكانت حالتي الجسدية جيدة ولكن بعد الساعة 12 بدأت أشعر بالدوار، وقبل حلول الظلام كنت بحاجة إلى شخص ما ليساعدني في الوصول إلى غرفتي، خانتني قوتي الطبيعة، واستلقيت لمدة يومين دون شعوري بالألم، كنت مريضًا بالإحباط.